# Johann Georg Moser (Bildhauer)
Johann Georg Moser (* 1713/14, vielleicht am 2. April 1713 in Traunstein; begraben am 27. Januar 1780 in Eutin) war ein deutscher Bildhauer und Stuckateur.

## Leben und Wirken
Wer Johann Georg Mosers Eltern waren, ist nicht bekannt. Er könnte ggf. ein Sohn des Salinenarbeiters Christoph Moser († 1769 in Hofmark Au) und der Theresia Wienzlin (Wenzl; * 1681 in Hofmark Au) gewesen sein, wofür jedoch gesicherte Belege fehlen. Auch seine frühen Lebensjahre sind nicht genau dokumentiert. Er hatte vermutlich eine Ausbildung absolviert, nach der er um 1737 auf Wanderschaft Eutin erreichte. Da mehrere Familienmitglieder mit Personen in Berlin kommunizierten, könnte er zuvor dort gewesen sein. In Eutin arbeitete er als Hofbildhauer und Nachfolger seines verstorbenen Schwiegervaters Theodor Schlichting. Während dieser Zeit erwarb er in Eutin ein Wohnhaus, wofür er unter anderem einen Kredit von Johann Gottfried Rosenberg bekam.
Moser erhielt vom Eutiner Hof keine spektakulären Aufträge. Im Eutiner Schloss übernahm er zumeist Ausbesserungen und Ersatzarbeiten. Hinzu kamen kleine Stuckaturen und Möbel für das Schloss. Lediglich die 1778 vorgenommene Stuckierung der Decke der Schlosskapelle stellte eine größere Aufgabe dar.
1746/47 erarbeitete Moser für den Hof den Gewölbestuck der neuen fürstbischöflichen Grabkapelle im Lübecker Dom. 1770 gestaltete er den skulpturalen Schmuck des St.-Georgs-Hospitals von Eutin, 1766 jenen des Festsaals des Sielbecker Jagdpavillons. Aufgrund der längeren zeitlichen Abstände zwischen diesen Aufträgen ist davon auszugehen, dass Moser auch andere Kunden finden musste. Der Vertrag mit dem Eutiner Hof garantierte ihm regelmäßige Zahlungen und zusätzliche kleine Beträge, die jedoch für den Unterhalt seiner Familie nicht ausgereicht haben dürften. Bis ungefähr 1755 arbeitete Moser wahrscheinlich für Johann Christian Löwen, der jedoch nur wenige Aufträge vergab, darunter bei Herrenhäusern nebst Gartenanlagen für die Güter Rantzau und Gut Blumendorf bei Bad Oldesloe. Wahrscheinlich arbeitete er bereits zu dieser Zeit mit Johann Gottfried Rosenberg zusammen, was jedoch nicht eindeutig dokumentiert ist.
Mit dem Zuzug des Architekten Georg Greggenhofers nach Eutin erhielt Moser deutlich mehr externe Aufträge. Es ist anzunehmen, dass er, von einigen Stuckaturen abgesehen, alle Bauwerke Greggenhofers verzierte. 1754 gestaltete er auf Gut Rundhof das Portal der Erbauungszeit, von 1770 bis 1772 in Dobersdorf neben dem Portal auch Ziervasen, Portaltreppe, Wappenkartusche und mehrere weitere Bauteile. Aufgrund stilistischer Eigenheiten ist gesichert, dass Moser 1755 beim Preetzer Stift und den Torhäusern der Güter Schönweide, 1763 Hasselburg und 1769 Testorf mitwirkte. Hier gestaltete er Inschriftentafeln, Wappenkartuschen, Schlusssteine und weitere Elemente. Im Rahmen dieser Arbeiten entstanden wahrscheinlich auch 1765 Portalrahmung und Türschnitzereien am Warleberger Hof und um 1771 an einem Stadthaus in Preetz. 1771 gestaltete er nachweislich die Toranlage und eines der Gartenhäuser des Gutes Schierensee.
Abgesehen von den Stuckaturen in Sielbeck arbeitete Moser bei seinen Werken für Greggenhofer größtenteils im Stil des Rokoko. Diesen wendete er auch bei mehreren sakralen Gegenständen an, darunter bei den Kanzeln in der Vicelinkirche in Pronstorf (1761) und der Kieler Heiliggeistkirche (1761/62), einem Altar in Schönwalde am Bungsberg (1762) sowie Kanzeln in der St.-Nicolai-Kirche von Grömitz (1766) und in der Klosterkirche Bordesholm (um 1771). Gesichert nachgewiesen sind jedoch nur die Kanzeln in Kiel und Grömitz.
Während der Zeit, als Moser mehr mit anderen Baumeistern kooperierte, insbesondere Johann Gottfried Rosenberg und Johann Adam Richter, arbeitete er zunehmend im Zopfstil, einer deutschen Ausprägung des Louis-seize. Dieser ist bei einer Inschriftentafel im Kieler Schloss (1765) und einem Sandsteinportal von 1769, dem ehemaligen Kanzelaltar und weiteren Schnitzereien aus dem Jahr 1770 in der Peter-Pauls-Kirche von Hohenwestedt, bei Gartenvasen im Neuwerksgarten von Gottorf (1771/72) und Zierrat im Garten des Herrenhauses Schierensee (geschaffen ab 1767) zu sehen.
Besonders erwähnenswerte Arbeiten Mosers im Zopfstil sind in der Klosterkirche von Bordesholm zu finden: es handelt sich um einen Marmorsarkophag für Friedrich von Schleswig-Holstein-Gottorf (um 1773), vier Sandsteinsarkophage in einer von Caspar von Saldern geschaffenen Gruft und aus dem Jahr 1776 der Sarkophag von Friedrich Gabriel Muhlius. Die letzten Werke, die Moser eindeutig zugeordnet werden können, sind vier geschnitzte achtarmige Kronleuchter der St.-Johannis-Kirche von Oldenburg. Es gibt mehrere Hinweise dafür, dass er 1778 mindestens den Großteil des Sandsteinportales des Herrenhauses Schierensee gestaltete. Dieses wird bislang als Werk seines Sohnes August Friedrich angesehen.
Moser arbeitete nicht nur als Bildhauer und Steinmetz. Als von 1774 bis 1774 die Kaskadenanlagen des Gottorfer Neuwerksgartens umfangreich instand gesetzt wurden, führte er Erd- und Malarbeiten durch und beschaffte Materialien. Ab 1770 arbeitete auch der Bildhauer Jacob Lemcke aus Itzehoe für Moser. Sein ältester Sohn ging 1773 zur Weiterbildung nach Berlin. Er kam erst nach dem Tod seines Vaters zurück und führte den Betrieb fort.
Mosers Werke weisen qualitative Schwankungen auf. Der Grund hierfür könnte sein, dass er einige Detailarbeiten den Mitarbeitern seiner Werkstatt übertrug. Bei ornamentalen und dekorativen Arbeiten zeigte er sich begabt, bei Bildnisplastiken hingegen weniger.

## Werke
- 1746/47: Stuckarbeiten am Gewölbe der neuen fürstbischöflichen Grabkapelle des Lübecker Doms
- 1752: Sonnenuhr für den Schlosspark in Eutin
- 1754: Portal für Gut Rundhof
- 1761/62: Kanzel der Heilig-Geist-Kirche in Kiel
- 1765: Inschriftentafel für das Kieler Schloss
- 1766: Kanzel für St. Nicolai in Grömitz
- 1768/69: Statuen und Vasen für Gut Schierensee
- 1769: Sandsteinportal der Peter-Pauls-Kirche in Hohenwestedt und
- 1770 deren Kanzelaltar, Taufengel und weitere Innenarbeiten
- 1770: Arbeiten am St.-Georgs-Hospital in Eutin
- 1770: Arbeiten an der St.-Michaelis-Kirche in Eutin
- 1770: Sandsteinportal für Gut Dobersdorf
- 1773: Sarkophag für Herzog Karl Friedrich von Schleswig-Holstein-Gottorf in der Russenkapelle der Klosterkirche Bordesholm
- 1774/75: vier Sarkophage für Caspar von Saldern und seine Familie in der Saldern-Gruft der Klosterkirche Bordesholm
- 1776: Sarkophag für den Vizekanzler Friedrich Gabriel Muhlius in der Klosterkirche Bordesholm

## Familie
1744/45 heiratete Moser Catharina Maria Schlichting (getauft am 15. Dezember 1723 in Eutin; † 1747/48 ebenda). Sie war eine Tochter des Bildhauers Theodorus Schlichting und dessen Ehefrau Anna Maria.
Aus Mosers erster Ehe stammte der Sohn August Friedrich Moser, der die Werkstatt übernahm.
In zweiter Ehe heiratete Moser um 1748 Catharina Margaretha Pakkendorff (getauft am 4. September 1727 in Eutin; † 14. März 1809 ebenda). Sie war eine Tochter des Schmiedeamtsmeisters, Hofschlossers und Deputierten Eutiner Bürger Peter Jacob Packendorff und dessen Ehefrau Salome Margareth, geborene Köhne aus Neustadt.
Aus Mosers zweiter Ehe stammten vier Töchter und vier Söhne, darunter:
- Jacob Friedrich (getauft am 22. April 1752). Er arbeitete als Bildhauer in Eutin und Lübeck.
- Johann Georg Moser arbeitete zunächst als Bildhauer, dann als preußischer Baubeamter.
- Peter Rudolph (getauft am 19. November 1763 in Eutin) arbeitete als Bildhauer in Eutin und Lübeck.